# Philodromus manikae
Philodromus manikae là một loài nhện trong họ Philodromidae.
Loài này thuộc chi Philodromus. Philodromus manikae được Benoy Krishna Tikader miêu tả năm 1971.